# Mount Dampier
Mount Dampier (maor. Rangiroa) – trzeci pod względem wysokości szczyt Nowej Zelandii, położony w Alpach Południowych. Znajduje się na granicy regionów Canterbury i West Coast. Wznosi się na wysokość 3440 m n.p.m. Położony jest niecały kilometr na północ od Góry Cooka, od którego oddzielony jest przełęczą Green Saddle.